# Krosno Odrzańskie (gromada)
Krosno Odrzańskie – dawna gromada, czyli najmniejsza jednostka podziału terytorialnego Polskiej Rzeczypospolitej Ludowej w latach 1954–1972.
Gromady, z gromadzkimi radami narodowymi (GRN) jako organami władzy najniższego stopnia na wsi, funkcjonowały od reformy reorganizującej administrację wiejską przeprowadzonej jesienią 1954 do momentu ich zniesienia z dniem 1 stycznia 1973, tym samym wypierając organizację gminną w latach 1954–1972.
Gromadę Krosno Odrzańskie z siedzibą GRN w mieście Krośnie Odrzańskim (nie wchodzącym w jej skład) utworzono 1 stycznia 1959 w powiecie krośnieńskim w woj. zielonogórskim na mocy uchwały nr V/20/58 WRN w Zielonej Górze z dnia 25 października 1958 z obszarów zniesionych gromad Chyże i Strumienno. Równocześnie z nowo utworzonej gromady Krosno Odrzańskie wyłączono wieś Sarbia, włączając ją do gromady Wężyska w tymże powiece.
1 stycznia 1972 do gromady Krosno Odrzańskie włączono tereny o powierzchni 74 ha z miasta Krosno Odrzańskie w tymże powiecie; z gromady Krosno Odrzańskie wyłączono natomiast tereny o powierzchni 9 ha, włączając je do Krosna Odrzańskiego.
Gromada przetrwała do końca 1972 roku, czyli do kolejnej reformy gminnej. 1 stycznia 1973 w powiecie krośnieńskim reaktywowano zniesioną w 1954 roku gminę Krosno Odrzańskie.